# نيفيل فرانسيس فيتزجيرالد تشامبرلين
السير نيفيل فرانسيس فيتزجيرالد تشامبرلين (بالإنجليزية: Neville Francis Fitzgerald Chamberlain)‏ (1856 - 28 مايو 1944) كان ضابط في الجيش البريطاني، وبعد ذلك أصبح المفتش العام للشرطة الأيرلندية الملكية وقد استقال من منصبه بعد ثورة عيد الفصح عام 1916 في أيرلندا وينسب له الفضل اخترع لعبة السنوكر أثناء خدمته في الهند عام 1875.

## عن حياته
ولد نيفيل في عام 1856 وكان في عائلة عسكرية.